# Like a Virgin (album)
Pour les articles homonymes, voir Like a Virgin (homonymie).
Albums de Madonna
Madonna
(1983) True Blue
(1986)
Singles
1. Like a Virgin
Sortie : 6 novembre 1984
2. Material Girl
Sortie : 30 janvier 1985
3. Angel
Sortie : 10 avril 1985
4. Into the Groove
Sortie : 23 juillet 1985
5. Dress You Up
Sortie : 24 juillet 1985
6. Stay
Sortie : 18 novembre 1985

Like a Virgin est le deuxième album studio de l'artiste américaine Madonna, sorti le 12 novembre 1984 sous le label Sire Records. L'album est ré-édité dans le monde entier en 1985, avec la piste Into the Groove en plus. En 2001, Warner Bros. sort une édition remixée avec deux pistes remixées. Après la sortie et le succès de son premier album, Madonna veut solidifier son avenir dans l'industrie musicale, en s'appuyant sur le succès de son premier album. Toutefois, elle décide d'être l'un des producteurs, sentant la nécessité de contrôler les aspects variés de sa musique. Nile Rodgers est choisi comme premier producteur de l'album.
L'album est enregistré au Power Station Studio à New York en peu de temps. Rodgers assiste à l'aide des membres de son ancien groupe Chic, dont le bassiste Bernard Edwards et le batteur Tony Thompson ; ils apparaissent sur plusieurs pistes de l'albums. Rodgers décide d'être le guitariste, quand Edwards lui a demandé de le faire, en échange de leur aide. Jason Corsaro, l'ingénieur du son, persuade Rodgers d'utiliser l'enregistrement digital, une nouvelle technique à l'époque que Corsaro croit être l'avenir de l'enregistrement car les tests urgents sonnent toujours cohérents. Madonna est toujours présente pendant les enregistrements, et pense que les chansons de l'album sont puissantes, comparées à son premier album. La pochette et les images sont prises par Steven Meisel. Madonna veut que le titre de l'album et l'image de la couverture fassent un lien provocateur entre son nom religieux Madonna, qui est le nom catholique romain de la mère de Jésus, Marie, et le concept chrétien de la naissance virginale.
Like a Virgin bénéficie d'un matériel plus important par rapport au premier album. Avec Rodgers, Madonna collabore aussi avec son ancien petit ami Stephen Bray qui coproduit la majorité des chansons de l'album. Comportant une musique orientée en dance-pop, les chansons incorporent aussi de la synthpop et de la new wave. Après sa sortie, Like a Virgin reçoit des critiques mitigées de la presse, mais est un succès commercial. Il devient le premier album de Madonna numéro un dans le Billboard 200, en Nouvelle-Zélande, ainsi que dans plusieurs pays européens (Allemagne, Espagne, Italie, Pays-Bas et Royaume-Uni). La Recording Industry Association of America (RIAA) le certifie disque de diamant, pour la vente de dix millions d'exemplaires à travers les États-Unis. Il se vend entre 21 et 25 millions d'exemplaires dans le monde, devenant l'un des albums les plus vendus de tous les temps.
Cinq singles sortent pour l'album, avec la piste titre et Material Girl devenant des tubes internationaux et Into the Groove devenant son premier numéro un au Royaume-Uni. Pour promouvoir Like a Virgin, Madonna embarque dans sa première tournée - The Virgin Tour - qui la fait voyager dans les grandes villes d'Amérique du Nord seulement. Like a Virgin atteint de l'importance comme un objet culturel des années 1980. Madonna prouve qu'elle n'est pas une « one-hit wonder » et est capable de s'établir en tant que force musicale pour être reconnue comme telle. Ses chansons deviennent un paratonnerre pour les critiques conservatrices et l'imitation par les jeunes femmes, spécialement pour Material Girl et Like a Virgin. Selon l'auteur J. Randy Taraborrelli, « tout artiste important a au moins un album dans sa carrière dont le succès commercial et critique devient le moment magique de l'artiste ; pour Madonna, Like a Virgin est juste un moment déterminant ».

## Genèse

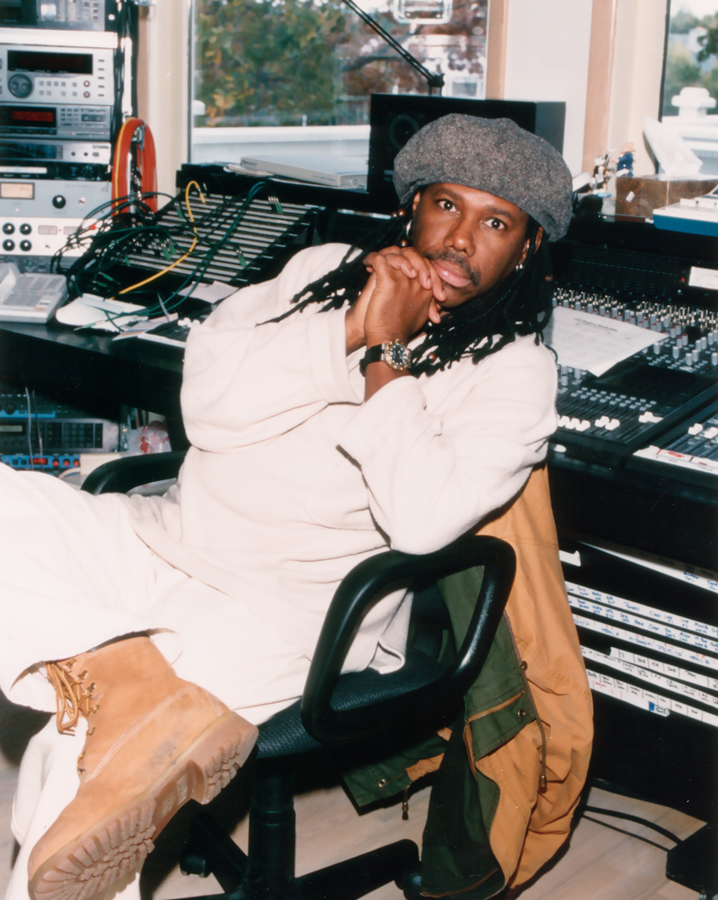
Nile Rodgers est choisi comme producteur de l'album.

Une ancienne danseuse sur la scène d'une discothèque de New York, Madonna Louise Ciccone est devenue connue dans le monde simplement sous le nom de Madonna, avec la sortie de son premier album Madonna en 1983. L'album, alimenté par des chansons tubes comme Holiday, Borderline et Lucky Star, est l'un des albums les plus vendus de l'année 1983, et aide Madonna à devenir l'un des nouveaux artistes les plus passionnants des années 1980. Elle trouve que son premier album a réussi à introduire son personnage de « reine de la danse de la rue », et elle veut se solidifier et s'appuyer sur ce concept, pour le second album. Selon elle : « Mon travail, ma dédicace - l'entêtement pour que Madonna sorte - est acheté. Maintenant, c'est le moment de solidifier mon avenir ».
Pour Like a Virgin, Madonna décide d'être l'un des principaux producteurs, sentant la nécessité de contrôler les aspects variés de sa musique. Elle pense que dépendre d'un producteur particulier pour son album n'est pas quelque chose qui lui convient. Madonna dit : « J'ai appris la leçon tout en créant mon premier album, et la façon dont Lucas m'a laissé seule avec le projet, vous ne pouvez pas faire confiance aux hommes » - faisant référence à l'incident, à cause de certaines différences d'opinion entre le producteur Reggie Lucas et Madonna au moment où ils développent son premier album, Lucas quitte le projet à la moitié. Cependant, Warner Bros. Records n'est pas prêt à donner la liberté artistique qu'elle veut. Madonna doit se battre pour cela, et leur fait comprendre pourquoi elle veut être seule avec cet album. Dans la biographie de J. Randy Taraborrelli sur Madonna, elle commente :

« Warner Bros. Records est une hiérarchie de vieux hommes et un environnement trop machiste pour travailler dedans parce que je suis traitée comme une petite fille sexy. J'ai dû leur prouver le contraire, ce qui signifie non seulement que j'ai prouvé à mes fans mais aussi à mon label. C'est quelque chose qui se passe lorsque vous êtes une fille. Cela ne serait jamais arrivé à Prince ou Michael Jackson. Je devais tout faire toute seule et c'était difficile de tenter de convaincre les gens que je méritais un contrat de label. Après ça, j'ai eu le même problème pour convaincre la compagnie de disques que j'avais plus à offrir qu'un chanteur unique. J'ai gagné la bataille. »

## Enregistrement
Nile Rodgers est choisi par Madonna comme producteur principal de l'album. Rodgers a la réputation d'être un homme d'expérience dans la création des personnages musicaux dans le studio d'enregistrement. Avec son ami bassiste et partenaire de production Bernard Edwards, Rodgers a formé le groupe Chic en 1976. Mais le groupe se sépare en 1983 et Rodgers continue à produire de son côté, notamment avec David Bowie pour Let's Dance. Madonna est impressionnée par l'album et son titre Let's Dance et veut une approche similaire pour la musique de son album. Elle commente : « Quand j'ai fait l'enregistrement, j'étais juste si ravie et contente de travailler avec Nile Rodgers. J'idolâtrais Nile grâce à tout ce qu'il a fait avec Chic. Je ne pouvais pas croire que la compagnie m'ait donné de l'argent pour que je puisse travailler avec lui ». Rodgers se rappelle qu'il avait déjà vu Madonna chanter dans une petite discothèque à New York en 1983. Dans une interview avec le magazine Time, Rodgers explique : « Je suis venu dans cette discothèque pour voir une autre femme chanter, mais quand j'ai vu Madonna arriver sur scène. J'ai adoré sa présence sur scène et puis nous nous sommes rencontrés. Je me disais moi-même 'Mon dieu, c'est une star', mais elle ne l'était pas à ce moment. J'ai toujours voulu travailler avec elle Like a Virgin semblait être une occasion parfaite ». L'album est enregistré au Power Station Studio à New York en un temps record. Rodgers est assisté par l'aide d'anciens membres de Chic Edwards, qui est le bassiste, et Tony Thompson, qui joue les batteries ; ils apparaissent dans plusieurs pistes de l'album. Rodgers décide d'être le guitariste, quand Edwards lui demande de le faire, en échange de leur aide.
« Madonna est vraiment maligne quand il s'agit d'obtenir ce qu'elle veut. À un moment, j'avais menacé de quitter le projet, parce qu'elle traitait prétendument une main du studio durement, quelque chose que je ne peux approuver. J'étais en réalité dans l'élévateur et elle allait en me souriant et me disant : « Nile, je voudrais savoir une chose : Cela veut-il dire que vous ne m'aimez plus ? ». Puis nous commencions à rire tous les deux. Puis nous nous rendions compte du ridicule que nous avions. C'était tout. Nous n'avons pas eu une lutte sérieuse par la suite ».
Les sessions d'enregistrement ne commencent pas avant l'après-midi comme Rodgers a l'habitude de rester dans des fêtes tard la nuit et n'a pas l'habitude de travailler tôt le matin. Le programme de la matinée est aussi difficile pour Madonna, qui rappelle qu'elle a l'habitude d'« aller au club de natation à Upper West Side et nage puis revient au studio d'enregistrement. C'était impossible pour moi d'y arriver le matin ». Rodgers rappelle que Madonna est une travailleuse acharnée et incroyablement tenace. Il commente : « Je suis toujours stupéfait par l'opinion incroyable de Madonna quand il s'agit de faire des chansons pop. Je n'ai jamais vu quelqu'un d'autre le faire aussi bien, et c'est la vérité. Quand nous avons fait l'album, il y avait une union parfaite, et je le savais dès le premier jour au studio. La seule chose entre nous, mec, a été sexuel, a été passionnant, a été créatif... a été pop ».
Jason Corsaro, l'ingénieur du son de l'enregistrement, persuade Rodgers d'utiliser l'enregistrement digital, une nouvelle technique de l'époque dont Corsaro pense qu'il s'agit du futur de l'enregistrement car les tests sonnent toujours cohérents. Pour assurer cela, Corsaro utilise un Sony 3324 24-track digital tape recorder et un Sony F1 two-track pour un mix. Madonna enregistre les parties principales de la chanson dans une petite, figée, salle de piano haute de plafond derrière le Studio C, plus connu sous le nom de « R&B room » du Power Station. Corsaro place ensuite des gobos autour d'elle tout en utilisant un stereo AKG C24 tube microphone, avec un microphone préamplifié Schoeps et un Pultec equalizer. L'une des pistes rencontre l'approbation de tout le monde, Robert Sabino ajoute les passages de synthétiseurs, jouant surtout une Sequential Circuits Prophet 5, aussi bien qu'un Rhodes et un piano acoustique, tandis que Rodgers joue aussi un Synclavier. Madonna, bien qu'elle ne soit pas demandée, assiste chaque minute aux sessions d'enregistrement et du processus de mixage, Corsaro commente : « Nile a été présent la plupart du temps, mais elle a été présente tout le temps. Elle n'est jamais partie ».

## Couverture et titre

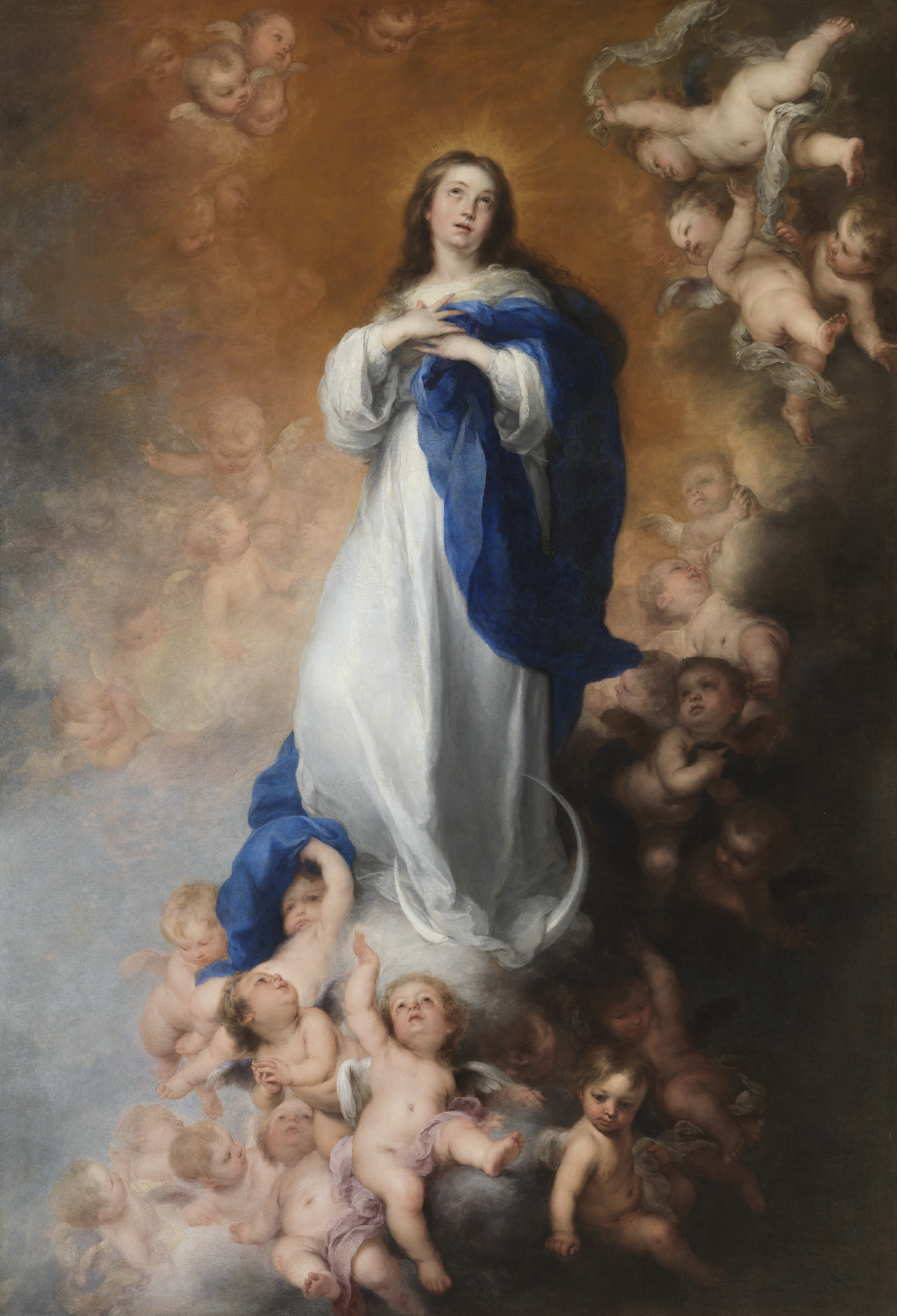
Madonna s'est inspirée du concept chrétien de la Vierge Marie pour la couverture de l'album.

La pochette de l'album et les images sont prises par Steven Meisel, qui devient un collaborateur régulier, dans une suite à l'Hôtel St. Regis,. Madonna veut que le titre de l'album fasse un lien provocateur entre son nom religieux - Madonna est le nom catholique romain de la mère de Jésus, Marie - et du concept chrétien de la naissance virginale. Avec le titre de la chanson faisant allusion à ce concept, Madonna veut que la couverture de l'album ait des messages contradictoires. Allongée sur un drap en soie, avec un bouquet dans sa main et portant une robe de mariée, une inspection fermée révèle l'image de Madonna comme très fétiche et sexuelle. Selon Graham Thompson, auteur du livre American culture in the 1980s, le maquillage lourd, faire la moue, avec ses cheveux dépouillés, le long d'un bustier étroit et de gants longs, retourne l'image de Madonna en une figure non pas de vertu, mais de désir. Ce point, selon Thompson, est plus emphasé par la ceinture qu'elle porte, sur laquelle est visible l'inscription Boy Toy. Il ajoute : « L'image est ambiguë et est fondée sur le fait que l'appel de Madonna à ce point de sa carrière n'est pas représentatif d'elle-même juste comme un objet de désir, mais comme un sujet féminin désirant ».
Erlewine commente que « la prise de Steven Meisel pour la couverture [...] était une touche de sa réinvention comme la musique de l'album elle-même ». William McKeen, auteur de Rock and roll is here to stay: an anthology, trouve que l'image est une autre gâchette et témoigne du fait que Madonna est le dernier mot à la mode pour les femmes et les jeunes filles de l'époque, l'incarnation de la fraîcheur. Madonna déclare elle-même : « J'ai toujours aimé jouer au chat et à la souris avec les stéréotypes classiques. Ma pochette de Like a Virgin est un exemple classique. Les gens pensaient que je faisais semblant d'être - la vierge Marie ou la prostituée ? C'étaient les deux images extrêmes des femmes que j'avais connu réalistement, et s'étaient inscrites depuis mon enfance, et je voulais jouer avec eux. Je voulais voir si je peux les fusionner ensemble, la vierge Marie et la prostituée. La photo est une déclaration d'indépendance, si vous voulez être une vierge, vous êtes bienvenus. Mais si vous voulez être une prostituée, c'est votre droit de l'être ».

## Composition
« Like a Virgin est un album beaucoup plus dur, beaucoup plus agressif que le premier enregistrement. Les chansons sont jolies et faibles. D'une part, j'ai choisi toutes les chansons et je veux qu'elles deviennent toutes des hits - pas de charges. C'est pourquoi, j'ai fait l'extérieur des chansons ainsi que six de mes propres productions... Je voulais que chaque chanson soit puissante »
Selon Taraborrelli, « l'énergie collective de Madonna et Rodgers - elle voulant marquer avec un second album formidable et lui voulant être son producteur - conduit la production de Like a Virgin avec une grande précision ». Madonna collabore aussi avec son ancien petit ami Stephen Bray, qui a coproduit la majorité des chansons de l'album. Refléchissant sur la composition musicale pour l'album, Bray remarque : . La piste Like a Virgin est écrite par Billy Steinberg et Tom Kelly puis produite par Rodgers. Steinberg dit que la chanson est inspirée de ses expériences personnelles de la romance. Elle est choisie pour Madonna par Michael Ostin de Warner Bros. Records, après avoir entendu une démo chantée par Kelly. Toutefois, Rodgers trouve initialement que la chanson n'a pas de bon hook et n'est pas appropriée pour Madonna, mais change par la suite son opinion après que le hook est resté dans son esprit. Il crédite Madonna en reconnaissant le potentiel de la chanson, il dit plus tard : « Je donne mes excuses à Madonna et dit, 'tu sais... si c'est si accrocheur qu'il soit resté dans ma tête pendant quatre jours, il doit y avoir quelque chose. Donc laisse-moi faire ». Ainsi, la chanson est finalement enregistrée,. Musicalement, Like a Virgin est une chanson de danse, composée de deux hooks. La voix de Madonna est entendue dans un registre aigu tandis qu'un arrangement continu de batteries est entendu avec la bassline. Selon l'auteur Rikky Rooksby, les paroles de la chanson sont ambiguës et comporte des doubles-sens cachés. Dans des termes sexuels, les paroles peuvent être interprétées de plusieurs façons par des personnes différentes. La piste d'ouverture, Material Girl, est écrite par Peter Brown et Roberta Rans, tandis que Rodgers produit la chanson. Madonna explique que le concept de la piste est similaire à sa situation à cette époque. Selon elle, la chanson est provocative, ainsi, elle est attirée par celle-ci,. Material Girl incorpore de la musique new wave et comporte des arrangements de synthés avec une voix robotique répétant le hook. Les paroles identifient le matérialisme, avec Madonna demandant une vie riche et aisée, plutôt que la romance et les relations amoureuses,.
Angel est la seconde chanson de l'album. Écrite par Stephen Bray et Madonna, elle est l'une des premières chansons développées pour le projet et, selon Madonna, est inspirée d'une fille qui est sauvée par un ange et en tombe amoureuse par la suite. Musicalement, Angel comporte un hook ascendant de trois accords, qui sert pour le couplet et le refrain. Elle a une harmonie vocale en dessous du refrain principal et les paroles répètent l'image angélique du sauveur de Madonna. Dans Over and Over, Madonna chante sur la résolution des déceptions que l'on peut se prendre. La chanson comporte une instrumentation de batteries, synthés et a une progression de trois accords. Un moment d'émotion se produit dans le studio quand Madonna reprend la chanson Love Don't Live Here Anymore de Rose Royce. Rodgers rappelle : « Madonna n'avait jamais joué avec un orchestre. J'ai très bien fait tous les directs, donc j'ai juste dit : 'Madonna, tu sors de là et chante et nous te suivons tous'. D'abord, Madonna hésitait, mais le cadre du direct a fini par produire des résultats mémorables. Elle chantait et surmontait ses émotions et commençait à crier, mais je l'ai laissé sur l'enregistrement ». La voix de Madonna est supportée par des guitares acoustiques et des cordes synthétisées, tandis que Thompson joue de la batterie dans le second couplet. Vers la fin, Madonna a la voix d'une chanteuse soul. L'inspiration de Madonna derrière Into the Groove est la piste de danse, et elle l'écrit tout en regardant un bel homme portoricain sur son balcon. Initialement écrite pour Mark Kamins, Madonna décide de l'utiliser plus tard dans la bande originale du film Recherche Susan désespérément. Into the Groove est enregistrée aux Sigma Sound Studios. Une amie de Madonna, Erika Belle, est présente durant l'enregistrement et regarde l'ensemble du processus. Dans la biographie d'Andrew Morton, elle remarque qu'à un moment de l'enregistrement, Bray fait face à des difficultés avec le pont, comme il pense que la mélodie n'est pas synchronisée avec le reste de la composition. Sans se laisser décourager par ses difficultés apparentes, Madonna se lève vers le micro et chante les mots « Live out your fantasy here with me ». Le problème de Bray est résolu ; Belle se souvient de l'expérience : « [La chanson] semblait sortir d'elle, j'étais émerveillée ». La chanson comporte une instrumentation de batteries, percussions, congas et sifflets. La voix de Madonna est doublée dans le refrain. Les paroles sont simples et écrites comme une invitation pour danser avec la chanteuse, avec des allusions et des nuances sexuelles dans ce sens.
Dress You Up est la dernière piste ajoutée sur l'album car ses auteurs Andrea LaRusso et Peggy Stanziale. Rodgers la refuse car il n'a pas le temps de composer une mélodie et de l'enregistrer pour l'album mais Madonna pousse à l'inclure dans Like a Virgin car elle apprécie particulièrement les paroles. Musicalement, la piste est une chanson de danse dirigée par le rythme d'une batterie présentant une instrumentation de guitares et de voix venant d'une chorale. Les paroles sont une métaphore de la mode et du sexe, comparant le fait de s'habiller avec la passion. Shoo-Bee-Doo est un hommage à la musique de Motown. Commençant avec une introduction lente, la chanson est dans le genre doo-wop et ressemble aux chansons des groupes de filles des années 1960 comme The Shirelles et The Crystals. Le break du saxophone est joué par Lenny Pickett. Les paroles discutent des problèmes de relations amoureuses, et sont exprimés comme des clichés dans le coda. Pretender commence avec le refrain puis avance vers le couplet. Elle parle de la séduction et de l'insécurité ressentie par une femme qui pense que ces choses changent trop vite pour elle et son homme. Stay est la dernière piste de l'album. Utilisant un rythme triple et des voix doublées, la chanson inclut un son ressemblant à celui de quelqu'un tapant sur le micro et possède une séquence parlée qui se termine en fondu à la fin.

## Accueil

### Critiques de la presse
Taraborrelli dit : « Like a Virgin reflète Madonna comme une chanteuse plus polyvalente et artistique et le chant dans cet album est nettement plus réfléchi au contraire de ses premiers travaux dans l'industrie musicale ». Michael Paoletta de Billboard commente que les chansons de l'album soutiennent un « moment dance-rock à haute température ». Stephen Thomas Erlewine de AllMusic commente : « Globalement, l'album ajoute moins que la somme de ses parties — en partie à cause des singles qui sont très bons, mais aussi à cause de son premier album, elle étourdit avec style et une certaine joie. Ici, le calcul est apparent, et tout cela fait partie de l'essence de Madonna — quelque chose qui la rend amusante — il jette un peu trop l'équilibre de la balance pour être cohérent, même s'il la justifie comme étant une star ». Debby Bull de Rolling Stone préfère le premier album de Madonna à Like a Virgin. Tony Power de Blender donne une critique négative de l'album, disant que « Madonna détruit la ballade soul de Rose Royce, Love Don't Live Here Anymore. Ambition (Material Girl) et Madonna victime de l'amour (Pretender) sont les thèmes émergents, et merci à Reservoir Dogs, nous débatrons toujours même si la piste titre parle d'un gars avec un gros wang ». Robert Christgau commente dans son guide pour consommateurs que « Madonna est si sûre d'elle-même quand elle demande aux femmes et aux hommes d'obtenir les chaleurs d'une prostituée calculatrice qui vend la fantaisie même si elle offre pour le marché de la sincérité où les superstars de longue date exercent leurs commerces. Et pour rendre la musique moins mécanique, elle loue Nile Rodgers, que je ne blâmerai pas pour la rendre moins accrocheuse ».
Jim Farber d'Entertainment Weekly dit qu'« en plus d'accroître la popularité de la Madonna/prostituée avec des chansons comme celle qui donne le titre, Virgin berce le genre des tubes des années 1980 (Dress You Up) amène à transcender l'ère de la dynastie ». Alfred Soto de Stylus Magazine se souvient de la première fois où il a écouté les chansons de l'album et commente : « Beaucoup de critiques pensent que quelque chose de similaire se produit quand Madonna suit son album éponyme avec Like a Virgin, dirigé par Nile Rodgers avec toutes les fixations - trop calculé après la 'passion brute' du début. C'est absurde ; il manque la façon dont Madonna mélange les notions de spontanéité et de calcul. Rodgers est le collaborateur idéal ». Stephen Holden de The New York Times dit : « Avec une voix de jolie fille coriace qui est à la fois timide et dégourdie, le chant de Madonna retourne aux groupes de filles rock'n'roll traditionnels qui précèdent les Beatles. Mais où les groupes de filles, des The Shirelles aux The Ronettes, vante les voitures de leurs petits amis, des poses et des coupes de cheveux rebelles, le point de vue de Madonna est incontestablement dirigé vers l'intérêt personnel. En matière d'amour, elle est une cliente en comparaison avec un sens astucieux de sa propre valeur de marché. Les mots « shiny and new » ne décrit pas seulement la façon dont le chanteur se sent épris d'amour dans la chanson titre mais le son de l'album ».
Rik Schefchik de The Blade dit : « Si Madonna pose en sous-vêtements juste pour vendre ses disques, elle n'en a pas besoin. Elle est à la hauteur de Cyndi Lauper en tant que nouvelle voix importante ». Matt Damsker de Los Angeles Times commente : « Le vibrato rythmé de Madonna lui donne parfois un son robotique dans son album ». Lou Papineau, tout en écrivant pour The Providence Journal, dit que « dans Like a Virgin, Madonna prouve qu'elle est superficielle mais plein de cran ». Ray Rudolph de The Independent dit que « les neuf chansons de l'album montrent un style scintillant et amusant ». Sal Cinquemani de Slant Magazine donne une critique positive, commentant que « même s'il n'est pas aussi novateur que le premier, Like a Virgin reste le premier de la plupart des objets définitis pop de l'époque indulgente Reagan. Le tempo modéré de la ballade Shoo-Bee-Doo et la reprise soul de Love Don't Live Here Anymore de Rose Royce prouve que Madonna pourrait pondre plus que des tubes originaux, tandis que le sucré Angel ou l'irrésistible Dress You Up contribuent à la liste de Madonna qui bat tous les records avec cinq top 5 consécutifs (16 en tout). Le rétro Stay et le percutant Over and Over sont les perles cachées de l'album ». Ed Stevenson de People trouve que « Madonna a un sens de l'humour, bien qu'elle soit enterrée sous les couches multiples de l'auto-parodie, c'est difficile de le dire parfois... Elle est renforcée par ses touches rythmiques précieux du vétéran Nile Rodgers, dont les contributions aident sa création un peu tolérable de duvet ». Hugo Mistry de Chicago Tribune trouve que « Like a Virgin est la percée de Madonna, jouant avec son campement conscient avec une série de chansons de danse chaudes, des paroles prêtant l'attention et des clips érotiques ».

### Résultats dans les classements
Like a Virgin est enregistré et terminé en avril 1984, mais la sortie de l'album est repoussée, par la plus grande frustration de Madonna, à cause des ventes de son premier album qui se sont déjà écoulées à deux millions d'exemplaires aux États-Unis. L'album entre dans le Billboard 200 à la troisième place le 22 décembre 1984 et reste dans le top 10 le mois suivant avant d'atteindre la première position le 9 février 1985, qu'il conserve trois semaines. Elle atteint aussi le dixième rang du Top R&B/Hip-Hop Albums. En juillet 1985, Like a Virgin devient le premier album d'une artiste féminine à s'être vendu à plus de cinq millions d'exemplaires aux États-Unis. Par la suite, elle est certifiée disque de diamant par la Recording Industry Association of America (RIAA) pour la vente de dix millions d'exemplaires. Il arrive troisième de l'année 1985 et Madonna est la première artiste pop de l'année. Après la création de Nielsen SoundScan en 1991, l'album s'est vendu à 540 000 exemplaires supplémentaires. Au Canada, l'album démarre à la 78e place du classement RPM le 10 novembre 1984. Elle arrive troisième le 16 février 1985. L'album reste présent 74 semaines dans le classement et est certifié disque de diamant par la Canadian Recording Industry Association (CRIA) pour la vente d'un million d'unités,. Like a Virgin est le sixième album de l'année 1985 selon un classement RPM.

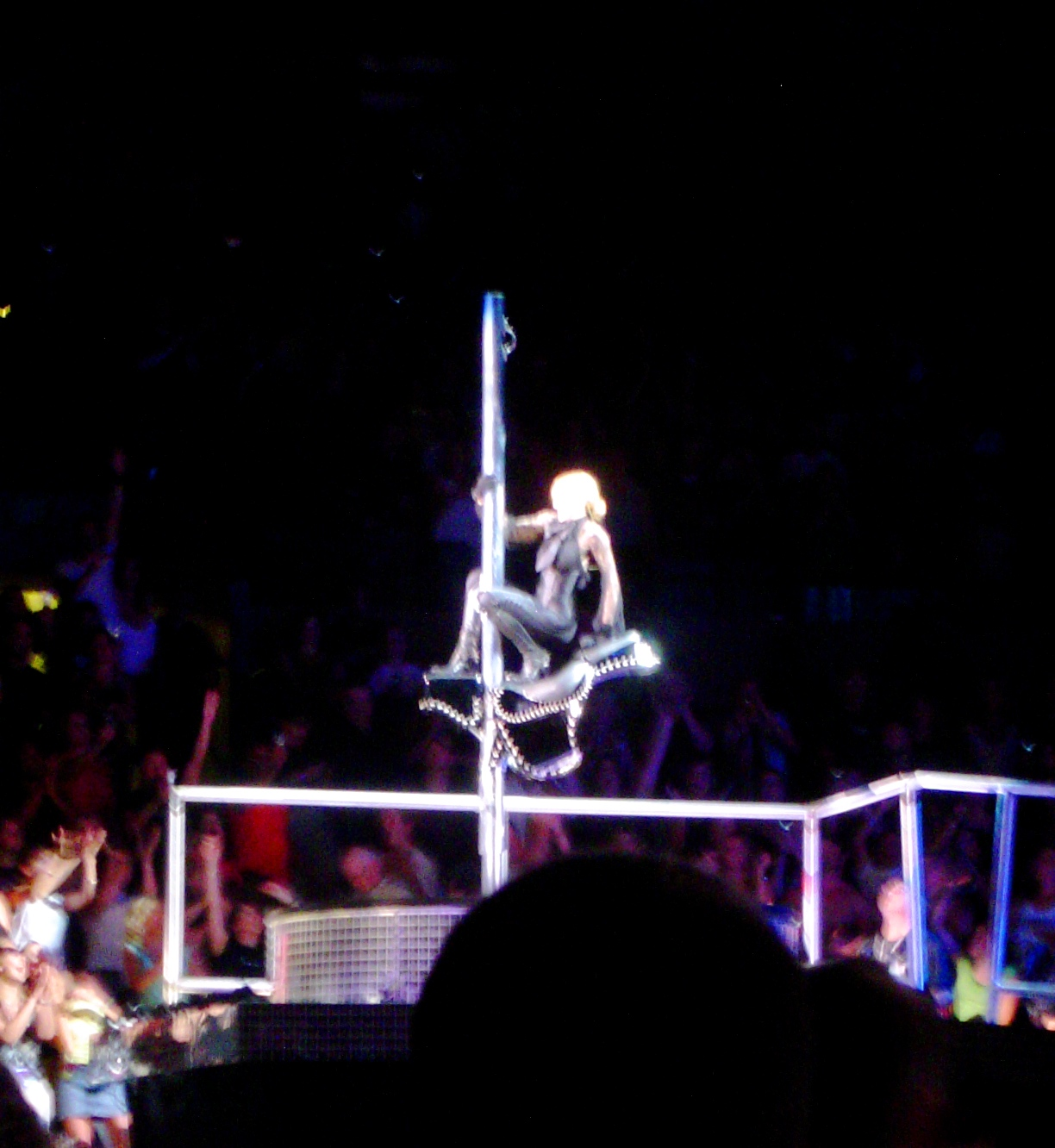
Madonna interprétant Like a Virgin pour le Confessions Tour en 2006. La chanson et son clip deviennent des paratonnerres face aux critiques conservatrices et l'imitation des jeunes femmes.

Au Royaume-Uni, Like a Virgin entre à la 21e place de l'UK Albums Chart le 12 janvier 1985. Toutefois, l'album fluctue dans le classement les huit mois suivants et c'est seulement en septembre qu'il devient numéro un. Elle conserve cette place deux semaines consécutives et passe un total de 152 semaines dans le classement,. L'album est certifié 3x disque de platine par la British Phonographic Industry (BPI) pour la vente de 1 800 000 unités. En France, l'album commence à la cinquième place du hit-parade le 6 octobre 1985, la conserve pendant huit semaines avant de descendre du classement. Il est certifié double disque de platine par le Syndicat national de l'édition phonographique (SNEP) pour la vente de 600 000 exemplaires. En Australie, l'album atteint la seconde position du Kent Music Report et est certifié 7x disque de platine Australian Recording Industry Association (ARIA) pour la vente de 490 000 copies,. Il est numéro un du New Zealand Albums Chart et est certifié cinq fois disque de platine par la Recording Industry Association of New Zealand (RIANZ) pour la vente de 75 000 exemplaires,. Like a Virgin est aussi numéro un en Allemagne, Espagne, Italie et Pays-Bas et le top 5 dans beaucoup d'autres pays comme l'Autriche, le Japon, la Suède et la Suisse,,,,,,,. L'album se vend entre 21 et 25 millions d'exemplaires dans le monde et est l'un des plus vendus de tous les temps,,. Il devient aussi son premier numéro un en Europe le 23 novembre 1985.

## Singles
Like a Virgin est le premier single de l'album et sort fin 1984. Elle reçoit des critiques positives de la presse contemporaine et de l'époque qui remarquent souvent qu'il s'agit d'une chanson déterminante pour Madonna,. Elle devient son premier numéro un dans le Billboard Hot 100, tout en atteignant la première place des classements australien, canadien et japonais ainsi que le top 10 d'autres pays,,. La chanson est certifiée disque d'or par la Recording Industry Association of America (RIAA) le 10 janvier 1985 pour la vente d'un million d'exemplaires aux États-Unis - la condition pour qu'un single devienne disque d'or avant 1989,. Le clip montre Madonna naviguant sur une gondole dans les canaux de Venise et errant dans un palais vêtue d'une robe de mariée blanche,. Avec la vidéo, les critiques musicaux remarque le portrait de Madonna comme une femme sexuellement indépendante, le symbole de l'apparition d'un homme avec un masque de lion à celle de Saint Marc, et comparent l'érotisme du clip avec la vitalité de la ville de Venise. Like a Virgin est reprise par de nombreux artistes et apparaît dans les films Reservoir Dogs, Moulin Rouge et Bridget Jones : L'Âge de raison,. Material Girl est le second single de l'album, sorti en janvier 1985. Les critiques remarquent souvent que Material Girl et Like a Virgin ont fait de Madonna une icône,. Material Girl est un succès commercial, entrant dans le top 5 en Australie, Belgique, Canada, Irlande, Japon et Royaume-Uni,. Elle est numéro deux aux États-Unis dans le Billboard Hot 100. Le vidéoclip est un mimétisme de l'interprétation de la chanson Diamonds Are a Girl's Best Friend par Marilyn Monroe dans le film Les hommes préfèrent les blondes. Les scènes mimétisées sont entrecoupées d'autres scènes où un directeur hollywoodien essaie de gagner le cœur d'une actrice, interprétée par Madonna elle-même. Découvrant cela, contrairement à la chanson, la jeune femme n'est pas intéressée par l'argent et les cadeaux chers, il prétend être pauvre et réussit à l'inviter à un rendez-vous.
Angel est le troisième single de l'album, sorti en avril 1985. Les critiques donnent des avis mitigés sur la chanson, avec un groupe la désignant comme un classique tandis que les autres la considèrent comme un single mineur comparé aux autres chansons de Madonna,. Angel devient le cinquième top 5 consécutif de Madonna dans le Billboard Hot 100 et est numéro du classement dance,. Elle a aussi atteint la première place en Australie et le top 5 au Canada, Irlande, Japon, Nouvelle-Zélande et Royaume-Uni. Into the Groove est le quatrième single de l'album, sorti en juillet 1985. Les critiques musicaux apprécient la chanson aussi bien que les écrivains, qui la nomme souvent « premier grand single de Madonna, ». La chanson est un succès commercial, atteignant la première place en Australie, Belgique, Irlande, Italie, Japon, Nouvelle-Zélande, Pays-Bas et Royaume-Uni, où il s'agit de son premier numéro un,. Dans quelques pays comme les États-Unis et l'Australie, Into the Groove est disponible seulement en face B du maxi 45 tours d'Angel. Elle ne peut donc pas se classer dans le Hot 100 ou le Hot 100 Singles Sales. Elle atteint la première position du Hot Dance Club Play où elle est répertoriée avec Angel. Un clip vidéo, comportant des scènes du film, sort pour accompagner la chanson. Dress You Up est le cinquième et dernier single de l'album. Les critiques réagissent positivement au caractère dance-pop de la piste,. Dress You Up devient le sixième top 5 consécutif de Madonna aux États-Unis. Elle atteint aussi le top 10 en Australie, Belgique, Canada, Irlande, Nouvelle-Zélande et Royaume-Uni,. La chanson est certifiée disque d'argent par la British Phonographic Industry (BPI) pour la vente de 200 000 exemplaires.

## Promotion

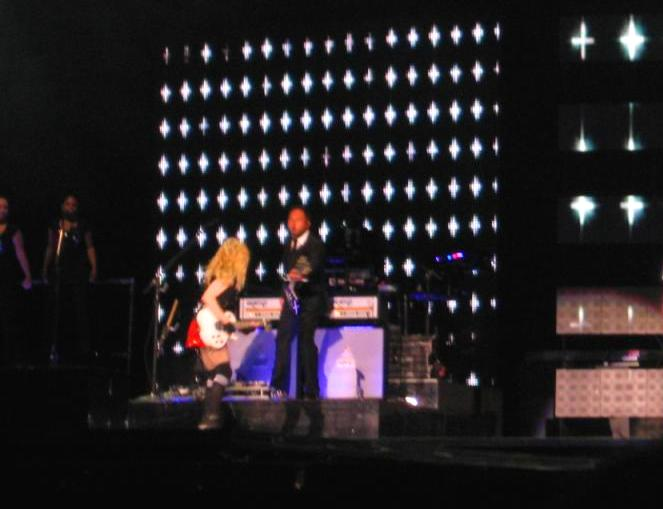
Madonna chante Dress You Up lors du Sticky & Sweet Tour en 2008-2009. La chanson est dans la liste Filthy Fifteen du Parents Music Resource Center (PMRC) à cause du contenu sexuel des paroles.

Beaucoup de chansons de l'album sont interprétées dans sa première tournée The Virgin Tour. Madonna réalise des concerts uniquement aux États-Unis et au Canada. Dès le début, il y a eu des plans pour fixer des dates au Royaume-Uni et au Japon en raison de la grande popularité de Madonna dans ces deux pays. Toutefois, l'idée finale ne reflète pas cette pensée. Enfin, plusieurs dates sont ajoutées aux États-Unis et se déroulent dans des salles de concert plus grandes en raison des ventes de tickets écrasantes. Madonna chante particulièrement à toutes les dates de sa tournée sans annulation. À San Francisco, il y a environ une vente pour la tournée toutes les six secondes. Les 17 672 tickets pour le spectacle de Madonna au prestigieux Radio City Music Hall de New York se sont vendus en un temps record de 34 minutes. La même chose se produit pour le reste de ses concerts et la plupart des tickets se vendent dans le même temps record. Madonna chante énergiquement sur la tournée et demande de temps en temps à son public : « Voulez-vous vous marier avec moi ? » et interprète les chansons de son premier album et de Like a Virgin. Les costumes des spectacles incluent des vestes new wave de Holiday et des robes de mariée blanches similaires à celle du vidéoclip de Like a Virgin. Se référant à ses origines de Détroit et à l'artiste contemporain Michael Jackson, elle chante un couplet de Billie Jean durant Like a Virgin. The Virgin Tour est un succès et permet de récolter 5 millions de dollars américains,. Durant une interview pour Rolling Stone en 2009, le journaliste Austin Scaggs demande à Madonna de parler sur ses émotions et ses sentiments durant la tournée, comme c'était la première fois qu'elle chantait dans des salles de concerts. Madonna répond :

« L'ensemble de la tournée était fou, car je venais au CBGB's et au Mudd Club et je me retrouve dans les salles de concerts. J'ai joué dans un petit théâtre de Seattle, et les filles portaient des jupes et des collants qui s'arrêtaient en dessous des genoux ainsi que des gants en dentelle et des croix, les cheveux ébouriffés et des grosses boucles d'oreilles. Je me disais : « C'est insensé ! » Après Seattle, tous les spectacles se sont déroulés dans des grandes salles. Je n'ai jamais fait un tour en bus. Tout le monde dit qu'ils sont vraiment amusants. »

La piste Like a Virgin est aussi interprété lors des MTV Video Music Awards en 1984, où elle sort d'un gâteau géant habillée en robe de mariée, ornée de sa ceinture boy-toy, et d'un voile. L'apogée de sa performance osée se situe au moment où elle roule sur scène. Encore aujourd'hui, l'interprétation est considérée comme l'une des prestations les plus icôniques et meilleures dans l'histoire de MTV,. Elle apparaît aussi au concert Live Aid en 1985, où elle chante Into the Groove et fait référence à ses apparitions nues dans le magazine Playboy en disant : « Je ne retire pas ma chemise aujourd'hui ! parce que la presse pourrait être contre moi pendant dix ans à partir de maintenant ».

## Postérité
Après la sortie de Like a Virgin, Stephen Holden de The New York Times commente : « Aucun phénomène n'illustre d'une manière significative comment l'histoire de la musique pop semble tourner en cycles avec la réussite du jour au lendemain d'une jeune sirène pop de 24 ans connue sous le nom de Madonna. Le mois avant Noël, le second album de Madonna, Like a Virgin s'est vendu à plus de deux millions d'exemplaires. Les adolescents font la queue dans les magasins pour acheter l'album comme l'ont fait leurs parents pour acheter les disques des Beatles dans les années 60 ». Madonna prouve qu'elle n'est pas une « one-hit wonder » avec la sortie de l'album qui se vend à douze millions de disques au moment de sa sortie. Taraborrelli trouve que « Like a Virgin est vraiment un portrait des instincts pop étranges de Madonna habilités par son zèle impatient la croissance créative et un tour de main inné pour réaliser un bon disque ». Il ajoute que le succès de l'album précise ce qu'est la vraie personnalité de Madonna. « Elle est une reine de la danse de rue avec l'allure sexy de Marilyn Monroe, la grande froideur timide de Marlene Dietrich et la désinvolte protectrice de Mae West moderne » ajoute Taraborrelli. Bien que l'album reçoit des avis mitigés par les critiques, Taraborrelli pense que le « simple fait qu'à l'époque de sa sortie personne ne pouvait résister à l'envie de faire des commentaires est un testament de la fascination continue, grandissante avec Madonna... Tous les artistes importants a au moins un album dans sa carrière qui devient un succès commercial et critique et devient un moment magique de l'artiste ; pour Madonna, Like a Virgin est un moment déterminant, ». Chris Smith, auteur de 101 Albums That Changed Popular Music, pense que c'est avec Like a Virgin que Madonna est capable de subtiliser les projecteurs vers elle. Elle affirme sa sexualité comme les stars rock masculines l'ont fait avant, évoluant bien au-delà des limites pour devenir une artiste pop, devenant un point focal pour des discussions à travers tout le pays sur la puissance des relations amoureuses dans les domaines du sexe, des races, du genre, de la religion et d'autres sujets sociaux diviseurs. Ses chansons deviennent des paratonnerres pour les critiques conservatrices et l'imitation des jeunes filles.
Like a Virgin est la première piste qui attire l'attention des associations familiales qui protestent le clip et la chanson, qui encouragent le sexe avant le mariage et ébranlent les valeurs familiales, offrant une image répugnante de Madonna comme une prostituée. Les moralistes outrés la condamnent comme minette et cherchent à la bannir. Les conservateurs sont furieux que Madonna ose portraiturer le mariage virginal dans un contexte sexuel. Tandis qu'une partie de la population est outrée du scandale, l'autre prend avec joie la vraie notion d'une Madonna virginale, qui rétorque :

« J'étais surprise de voir comment les gens ont réagi à Like a Virgin parce que quand j'ai fait la chanson, pour moi, je chantais comment quelque chose m'a fait sentir d'une certaine façon — toute neuve et fraîche — et tout le monde l'a interprétée comme si je ne voulais plus être vierge. Baise-moi à mort ! Ce n'est pas ce que je chantais à tous. Like a Virgin est toujours absolument ambiguë,. »

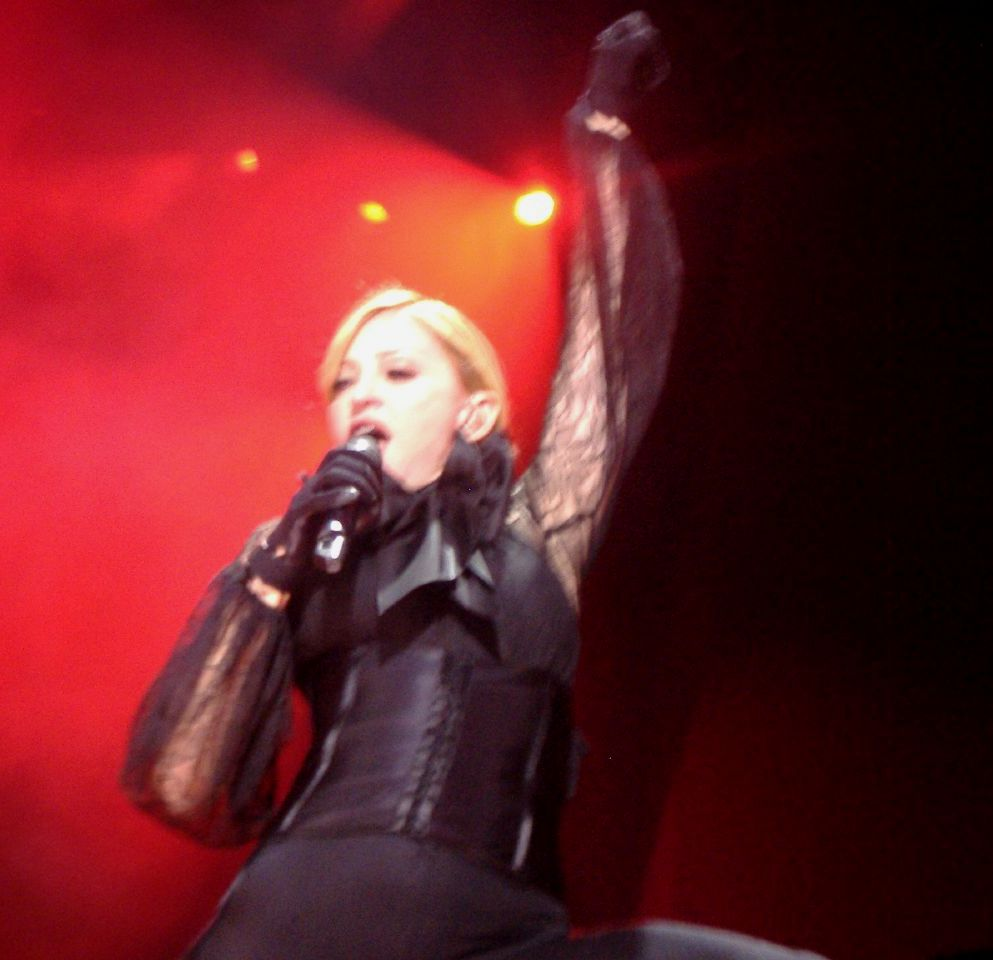
Madonna interprétant Like a Virgin lors du Confessions Tour.

L'influence de la chanson est plus profonde parmi la jeune génération. La personnalité publique de Madonna d'une indomptable, sexuellement impudente, femme suprême confidente frappe un accord avec eux. Le biographe Andrew Morton remarque que la plupart des admirateurs de Madonna sont des femmes qui sont nées et ont grandi avec l'image de vieux stéréotypes démodés de femmes jeunes mariées et vierges, ou comme prostituées, ou avec des valeurs féministes qui rejettent l'utilisation du regard de la femme pour son auto-promotion. Willam McKeen, auteur de Rock and roll is here to stay: an anthology commente qu'avec la chanson, Madonna les idées de classe moyenne sur la féminité avec des exemples de ce que la féminité représente pour elle, qui est d'avoir l'égalité des chances. Elle offre une sexualité agressive qui sous-entend qu'il est acceptable pour les femmes d'entamer non seulement des relations amoureuses mais aussi d'en profiter. En plus, à l'époque où les modes des années 1980 promeuvent les poitrines plates, les femmes minces comme idéaux de la beauté, la Madonna plus plantureuse fait la moyenne des filles qui pensent qu'elles sont bien comme elles sont. Le nouveau mot Madonna wannabe désigne les milliers de jeunes filles qui essaient d'imiter le style de Madonna. À un moment, Macy's attribue un étage entier pour vendre des vêtements selon la mode de Madonna. Les professeurs universitaires, les experts d'étude des genres et les féministes commencent à discuter sérieusement sur son rôle de style post-moderne et d'icône culturelle. Selon l'auteur Debbi Voller, Like a Virgin augmente l'icône Madonna.
Material Girl est la chanson dont Madonna regrette l'avoir enregistrée, car il devient son surnom et l'attache pendant des décennies. Elle dit aussi que si elle avait su cela, elle ne l'aurait probablement jamais enregistrée. Après avoir tourné le vidéoclip, Madonna dit qu'elle n'a jamais voulu être comparée à Monroe, malgré le fait qu'elle pose comme elle et recrée les signatures de Monroe de plusieurs séances photos, notamment dans un numéro de Vanity Fair en 1991. Réfléchissant sur la chanson, Madonna raconte à Taraborrelli :

« Je ne peux pas complètement dédaigner la chanson et le clip, parce qu'ils sont certainement très importants pour ma carrière. Mais parler des médias suspendus sur une phrase et mal interpréter ce fichu message. Je n'ai pas écrit la chanson, vous savez, et le clip parle d'une fille rejetant les diamants et l'argent. Mais Dieu a interdit que l'ironie devrait être comprise. Donc quand j'aurais 90 ans, je serais encore la Material Girl. Je suppose que cela n'est pas si mal. Lana Turner était surnommée la Sweater Girl jusqu'au jour de sa mort. »

Guilbert commente que Material Girl désigne un certain type de femmes libérées, qui dévie ainsi la frappe originale qui faisait penser à une fille tangible et accessible. L'auteur Nicholas Cook dit que le sens et l'impact de Material Girl n'est pas plus limitée par le clip, plutôt que par sa chanson. Son influence est regardée plus tard parmi des groupes divers comme les femmes contre les hommes, les homosexuels contre les hétéros et les académiciens contre les adolescents. En 1993, une conférence est tenue à l'Université de Californie à Santa Barbara, avec pour sujet Madonna: Feminist Icon or Material Girl?. La conférence réfléchit sur la dualité de Madonna et en déduit la question que le féminisme de Madonna n'est pas facile à décider. Quelques féministes quittent la conférence, en disant qu'ils ne sont pas capables de prendre leurs décisions.
Dress You Up est aussi le sujet d'attention de nombreux médias, quand elle est incluse dans la liste « Filthy Fifteen » du groupe Parents Music Resource Center (PMRC), pour le contenu sexuel des paroles. La fondatrice Tipper Gore a entendu sa fille écouter la chanson et a considéré que la ligne « Gonna dress you up in my love » est un exemple de « vulgaire musique ». Le PMRC demande à la Recording Industry Association of America (RIAA) de donner aux parents un moyen favorable pour identifier les titres rock inappropriés aux mineurs - un système de note basé sur le contenu. Dress You Up reçoit la note « S » pour « Sexe et obscénité » de la part de la RIAA. Gore commente sur la chanson : « La culture populaire est fauchée, flagramment licencieuse et totalement matérialiste — et Madonna est la pire de tous ». Selon Bruce David Forbes et H. Mahan, auteurs de Religion and Popular Culture in America, les fans de Madonna ont pris la position « Votre culture conservatrice ne peut pas voir ce qu'elle essaie de faire — d'ennuyer des gens comme vous ! Si vous ne l'aimez pas, ne l'écoutez pas. Arrêtez d'essayer de contrôler ma moralité ! ». La campagne est un tel succès qu'elle conduit à la création du logo Parental advisory.
En 2023, l'album est inscrit au registre national des enregistrements (National Recording Registry) de la bibliothèque du Congrès à Washington,.

## Pistes
| 1.    | Material Girl                | Peter Brown et Robert Rans        | Nile Rodgers | 4:00 |
| 2.    | Angel                        | Madonna et Stephen Bray           | Nile Rodgers | 3:56 |
| 3.    | Like a Virgin                | Tom Kelly et Billy Steinberg      | Nile Rodgers | 3:38 |
| 4.    | Over and Over                | Madonna et Stephen Bray           | Nile Rodgers | 4:12 |
| 5.    | Love Don't Live Here Anymore | Miles Gregory                     | Nile Rodgers | 4:47 |
| 6.    | Dress You Up                 | Andrea LaRusso et Peggy Stanziale | Nile Rodgers | 4:01 |
| 7.    | Shoo-Bee-Doo                 | Madonna                           | Nile Rodgers | 5:16 |
| 8.    | Pretender                    | Madonna et Stephen Bray           | Nile Rodgers | 4:30 |
| 9.    | Stay                         | Madonna et Stephen Bray           | Nile Rodgers | 4:07 |
| 43:10 |                              |                                   |              |      |

Ré-édition 1985 pistes bonus
| No | Titre           | Auteur                  | Producteur              | Durée |
| -- | --------------- | ----------------------- | ----------------------- | ----- |
| 6. | Into the Groove | Madonna et Stephen Bray | Madonna et Stephen Bray | 4:43  |

Version remasterisée 2001 pistes bonus
| No  | Titre                              | Auteur                       | Producteur               | Durée |
| --- | ---------------------------------- | ---------------------------- | ------------------------ | ----- |
| 10. | Like a Virgin (Extended Dance Mix) | Tom Kelly et Billy Steinberg | John "Jellybean" Benitez | 6:08  |
| 11. | Material Girl (Extended Dance Mix) | Peter Brown et Robert Rans   | John "Jellybean" Benitez | 6:07  |